# Culine
Culine (izvirno srbsko Цулине) je naselje v Srbiji, ki upravno spada pod Občino Mali Zvornik; slednja pa je del Mačvanskega upravnega okraja.

## Demografija
V naselju, katerega izvirno (srbsko-cirilično) ime je Цулине, živi 310 polnoletnih prebivalcev, pri čemer je njihova povprečna starost 41,9 let (43,6 pri moških in 40,4 pri ženskah). Naselje ima 145 gospodinjstev, pri čemer je povprečno število članov na gospodinjstvo 2,66.
To naselje je, glede na rezultate popisa iz leta 2002, večinoma srbsko, a v času zadnjih treh popisov je opazno zmanjšanje števila prebivalcev.
|  |

| Demografija | Demografija     | Demografija     |
| Leto        | Št. prebivalcev | Št. prebivalcev |
| ----------- | --------------- | --------------- |
|             |                 |                 |
|             |                 |                 |
|             |                 |                 |
|             |                 |                 |
| 1948        | 688             |                 |
| 1953        | 711             |                 |
| 1961        | 544             |                 |
| 1971        | 516             |                 |
| 1981        | 495             |                 |
| 1991        | 429             | 424             |
| 2002        | 390             | 389             |
|             |                 |                 |

| Etnična sestava po popisu iz leta 2002 | Etnična sestava po popisu iz leta 2002 | Etnična sestava po popisu iz leta 2002 | Etnična sestava po popisu iz leta 2002 | Etnična sestava po popisu iz leta 2002 |
| -------------------------------------- | -------------------------------------- | -------------------------------------- | -------------------------------------- | -------------------------------------- |
| Srbi                                   | Srbi                                   |                                        | 372                                    | 95,62%                                 |
| Romuni                                 | Romuni                                 |                                        | 4                                      | 1,02%                                  |
| Črnogorci                              | Črnogorci                              |                                        | 1                                      | 0,25%                                  |
| Neznano                                | Neznano                                |                                        | 11                                     | 2,82%                                  |